# Fjällmossen: Viggarum
Fjällmossen: Viggarum är ett naturreservat och natura 2000-område på Linderödsåsen i Hörby kommun inom högmossen Fjällmossen.
Reservatet är en mosaik av barrskog, betesmarker, fukthedar, kärr, ljungfälader, lövskog och åkrar. Längst i norr av reservatet finns delar av Fjällmossen. På de södra delarna av reservatet bedrivs åkerbruk. Reservatet är avsatt för att bevara ett ålderdomligt kultur- och odlingslandskap.
I reservatet finns många lämningar av äldre jordbruk i form av röjningsrösen, fägator och stenmursomgärdade utmarksåkrar. I reservatet finns också ett område med ryggade åkrar från tidig medeltid. Viggarums by, strax söder om reservatet, är från vikingatid eller tidig medeltid.

## Flora och fauna
På högmossen i norr växer hjortron, sileshår, tuvull och vitmossa. De små ädellövskogarna består mestadels av bok. I Lövkärren och fuktlövskogarna växer al och björk. På ljungfäladerna växer enbuskar. Det finns även en lokal med krypfloka, Även djurlivet är rikt med en av landets sydligaste spelplatser för orre. Av andra fåglar finns backsvala, storspov, trana, trädlärka och ängspiplärka. Området är rikt på kronhjort, rådjur och älg. Av insekter finns exempelvis fjärilen ljungfjädertofsspinnare.

## Vägbeskrivning
Från riksväg 13 svänger man av cirka 5 km söder om Hörby mot Önneköp. I Önneköp svänger man vänster mot Huaröd, efter cirka 2 km svänger man vänster mot Buus och efter ytterligare cirka 0,8 km i Viggarum leder en liten grusväg in mot reservatet.